# Atado a tu amor
Atado a tu amor è il nono album in studio del cantante portoricano Chayanne, pubblicato nel 1998.

## Tracce
1. Dejaría todo – 4:44 (Estéfano)
2. Soy como un niño (Looking Through the Eyes of a Child) – 4:35 (testo: Luis Gómez-Escolar – musica: Albert Hammond, Andy Hill, Peter Sinfield)
3. Enamorado (A Namorada) – 3:32 (testo: Estéfano – musica: Carlinhos Brown)
4. Atado a tu amor – 5:03 (Estéfano)
5. Mira ven ven – 4:15 (J. Belmonte)
6. Otra vez – 4:01 (Donato Póveda, Hal S. Batt)
7. Refugio de amor (feat. Vanessa Williams) (You Are My Home) – 3:57 (testo: Manny Benito – musica: Diane Warren)
8. Salomé – 4:13 (Estéfano)
9. Pienso en ti – 4:17 (Estéfano)
10. Nadie como tú – 3:41 (Donato Póveda, Hal S. Batt)
11. Vaya escandalera – 3:47 (Rosana Arbelo)
12. Sube al desván – 3:45 (Víctor Manuel San José)
13. La playa (La plage) – 4:04 (testo: F. Carreras – musica: J. Van Welter, P. Barough)

## Classifiche
| Classifica (1999/2000) | Posizione più alta |
| ---------------------- | ------------------ |
| Francia                | 54                 |
| Spagna                 | 1                  |
| Svizzera               | 87                 |

### Classifiche di fine anno
| Classifica (1999) | Posizione |
| ----------------- | --------- |
| Cile              | 4         |